# Cornel Schäfer
Cornel Schäfer (* 27. Juli 1982 in Hilden) ist ein deutscher Filmproduzent. 

## Leben
Schäfer wuchs im Rheinland auf und zog 2003 nach München. Dort studierte er von 2004 bis 2008 Produktion an der Hochschule für Fernsehen und Film München. 2009 gründete er die Amalia Film GmbH auf dem Gelände der Bavaria Filmstudios in Grünwald. 2013 erreichte seine erste Kinokoproduktion Schlussmacher von und mit Matthias Schweighöfer über 2,5 Millionen Zuschauer. Für diesen Film erhielt er zusammen mit Marco Beckmann, Dan Maag und Matthias Schweighöfer einen Romy in der Kategorie Bester Film.

## Filmografie (Auswahl)
- 2007: Odi et Amo (Kurzfilm)
- 2008: Der Goldene Nazivampir von Absam 2 – Das Geheimnis von Schloß Kottlitz (Kurzfilm)
- 2010: Ein Leben auf Probe (Kurzfilm)
- 2013: Schlussmacher
- 2015: Unter der Haut
- 2016: Schlimmer geht immer
- 2017: Ein Dorf rockt ab
- 2017: Simpel
- 2019: Die Klempnerin (Fernsehserie)